# Antrostomus
Antrostomus är ett släkte med fåglar i familjen nattskärror som förekommer framför allt i Nordamerika, Karibien och Centralamerika, men också i Sydamerika. Tidigare placerades arterna i det stora släktet Caprimulgus, men DNA-studier visar att de står närmare t.ex. Phalaenoptilus och Nyctiphrynus. För mer diskussion kring släktskapen inom familjen, se artikeln nattskärror. 
Antrostomus omfattar tolv arter:
- Karolinanattskärra (A. carolinensis)
- Rödbrun nattskärra (A. rufus)
- Kubanattskärra (A. cubanensis)
- Hispaniolanattskärra (A. ekmani)
- Tamaulipasnattskärra (A. salvini)
- Yucatánnattskärra (A. badius)
- Silkesstjärtad nattskärra (A. sericocaudatus)
- Halsbandsnattskärra (A. ridgwayi)
- Östlig skriknattskärra (A. vociferus)
- Costaricanattskärra (A. saturatus)
- Västlig skriknattskärra (A. arizonae)
- Puertoriconattskärra (A. noctitherus)